# 11º Reggimento genio guastatori
L'11º Reggimento Genio Guastatori è un reparto dell'Esercito Italiano con sede a Foggia.

## Storia
Il 1º marzo 1928 si forma l'11º Reggimento Genio su un battaglione zappatori-minatori, un battaglione telegrafisti, un battaglione teleferisti e tre colombaie.
All'inizio del secondo conflitto, il reggimento diviene centro di mobilitazione e tramite il deposito costituisce numerosi reparti delle varie specialità (fra i quali il III battaglione misto "Julia"); si scioglie nel settembre 1943 ad Udine.

### Dopoguerra
Il 1º novembre 1975 ha vita il 132º Battaglione Genio Pionieri "Livenza", ottenuto per trasformazione del Battaglione genio pionieri "Ariete", formato il 1º luglio 1958 e discendente dal CXXXII battaglione misto della 132ª Divisione corazzata "Ariete" che ha operato in Africa Settentrionale sino al 25 novembre 1942; il 132º riceve la Bandiera dell'11º reggimento e tramanda anche le tradizioni del CXXXII battaglione.
Dal 1º agosto 1986 diviene 132º Battaglione Genio Guastatori "Livenza" ma il 1º aprile 1991 ritorna nella specialità Pionieri. Il 23 giugno 1993 il battaglione è inquadrato nell'11º Reggimento Genio Pionieri alle dipendenze del neo costituito Raggruppamento Genio.

### Reggimento genio guastatori

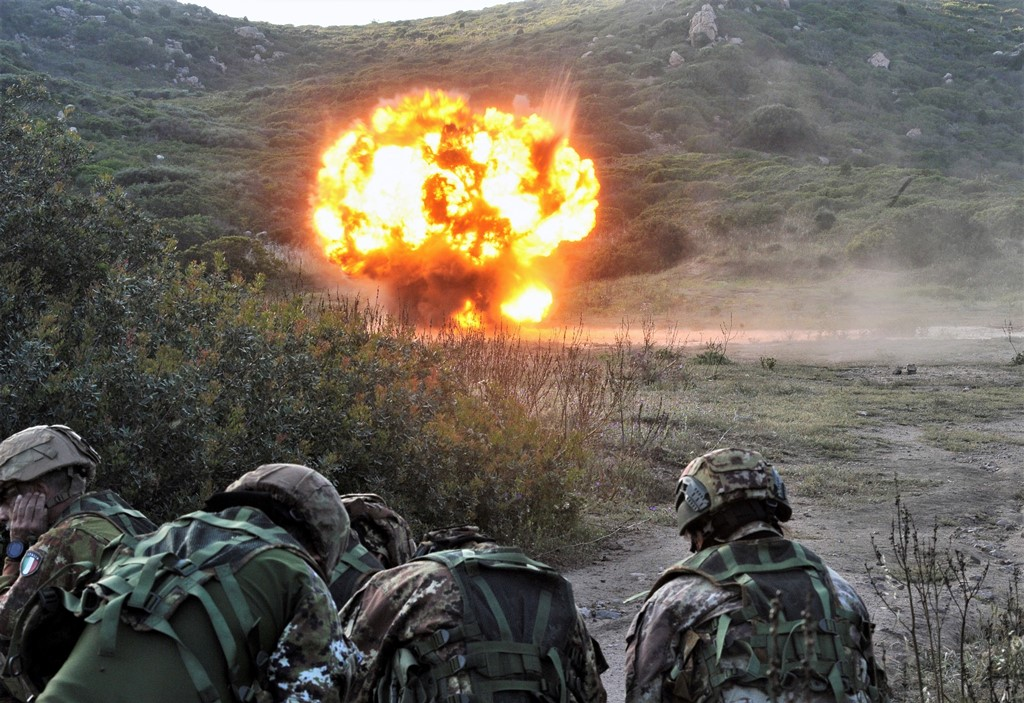
Guastatori dell'11° controllano un'esplosione

Il 13 novembre 2000 assume la configurazione di reggimento guastatori e assume l'attuale denominazione. Nel corso del 2001 viene assegnato alla Brigata "Pinerolo" del "2º Comando Forze di Difesa" o COMFOD 2 e dal gennaio 2002 lascia la sede storica di Motta di Livenza per trasferirsi a Foggia.
L'11º Reggimento genio guastatori fa parte della Brigata meccanizzata "Pinerolo" della divisione Acqui, che dal 2016 dipende gerarchicamente dal Comando Forze Operative Sud.

## Struttura
- Comando di reggimento;
- Compagnia di comando & supporto logistico
- Battaglione Genio guastatori (articolato in 4 compagnie);
  - 1ª Compagnia Guastatori
  - 2ª Compagnia Guastatori
  - 3ª Compagnia Guastatori
  - Compagnia Supporto allo Schieramento

## Soccorso alla popolazione
- Aprile 2010 - Maggio 2011: aliquote di personale e mezzi dell'11º Rgt. genio guastatori sono mobilitati per l'emergenza frana avvenuta in località Montaguto (AV)[1][2]
- Febbraio 2012: aliquote di personale e mezzi dell'11º Rgt. genio guastatori sono mobilitati per l'emergenza maltempo e sono intervenuti per ripristinare la viabilità nelle provincia di Isernia in particolare nelle località di Candela, Cerignola, Isernia, Rionero Sannitico e Macchia d'Isernia.[3][4]

## Onorificenze
Nella sua storia l'11º Reggimento genio guastatori ha meritato le seguenti onorificenze alla bandiera:

### Alla bandiera
Per essersi distinta nella battaglia di Novara (23 marzo 1849).

## Simbolo

### Scudo
Inquartato a croce di S. Andrea. Nel primo d'azzurro al silfio d'oro reciso di Cirenaica. Nel secondo di rosso alla croce d'argento accantonata in capo da due stelle dello stesso di otto raggi (Treviso). Nel terzo d'azzurro attraversato da una testa d'ariete d'oro innestata a una trave spezzata. Nel quarto di rosso alla croce d'argento caricata in cuore di una stella d'azzurro a cinque raggi (Piemonte). In cuore uno scudetto di argento alla fascia di rosso, caricata da una stella (Bolzano).

### Ornamenti
Sullo scudo corona turrita d'oro, accompagnata sotto da nastri annodati nella corona, scendenti e svolazzanti in sbarra e in banda al lato dello scudo, rappresentativi delle ricompense al Valore. Sotto lo scudo su lista bifida d'oro, svolazzante, con la concavità rivolta verso l'alto, il motto "Peritus et audax".

## Armi e mezzi in dotazione

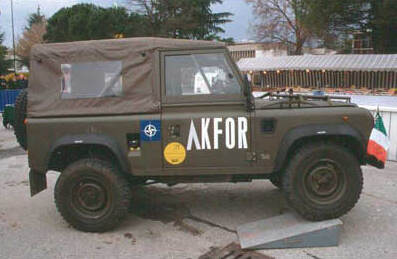
AR 90

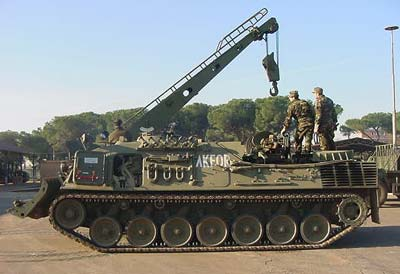
Carro pioniere "Pionierpanzer"

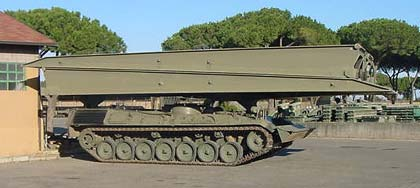
Carro gittaponte "Biber"

### Armamento
- Pistola automatica "BERETTA 92 FS" cal.9
- Fucile d'assalto "AR 70/90" cal. 5,56
- Arma di reparto "MINIMI" cal. 5,56
- Arma di reparto "MG 42/59" cal. 7,62 NATO
- Arma di reparto Browning cal. 12,7
- OD 82/SE
- Mortaio rigato da 120 mm

### Mezzi
- Land Rover AR 90
- Carro Pioniere "PIONIERPANZER"
- Carro Gittaponte "BIBER"
- FD/175 - Apripista cingolato
- FL/175 - Caricatore cingolato
- JCB/426 - Caricatore ruotato
- FE/20 - Escavatore cingolato
- JCB 1CX/3CX - Terna ruotata
- New Holland - Escavatore cingolato
- New Holland - Caricatore ruotato
- New Holland - Apripista cingolato
- Komatsu - Escavatore cingolato
- Komatsu - Terna ruotata